# Blawnox
Blawnox es un borough ubicado en el condado de Allegheny en el estado estadounidense de Pensilvania. En el año 2000 tenía una población de 1550 habitantes y una densidad poblacional de 1842.3 personas por km².

## Geografía
Blawnox se encuentra ubicado en las coordenadas 40°29′33″N 79°51′40″O / 40.49250, -79.86111.

## Demografía
Según la Oficina del Censo en 2000 los ingresos medios por hogar en la localidad eran de $30 203 y los ingresos medios por familia eran $43 500. Los hombres tenían unos ingresos medios de $31 450 frente a los $26 406 para las mujeres. La renta per cápita para la localidad era de $19 858. Alrededor del 8.7% de la población estaba por debajo del umbral de pobreza.